# 운행기록계

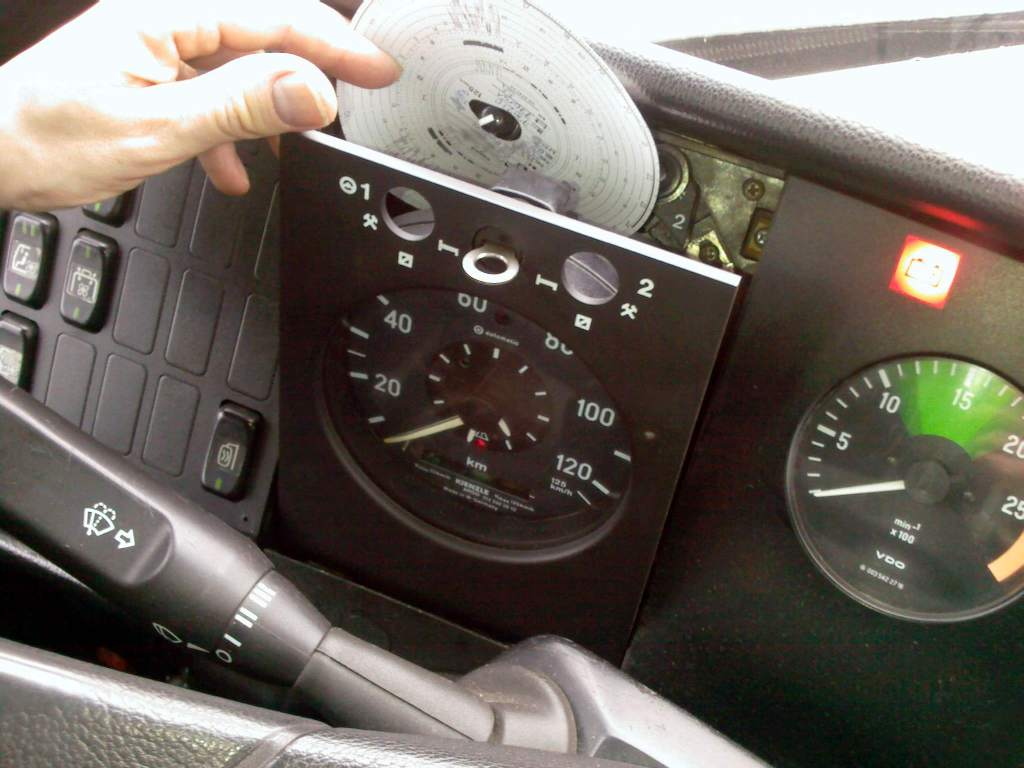

운행기록계(tachograph) 또는 타코그래프(tachograph)는 특정 운전 모드로부터 선정된 운전수의 활동과 함께 속도와 거리를 자동으로 기록하는, 차량에 끼워져있는 장치이다. 운전 모드는 차량이 움직일 때 자동으로 활성화되며 현대의 운행기록계는 휴지 시 기타 작업 모드로 기본 적용되는 것이 일반적이다. 휴지 모드와 및 가용 모드는 운전수에 의해 수동으로 선택이 가능하다.
운행기록계는 차량 기어박스에 장착된 송신 장치, 타코그래프 헤드 및 기록 매체로 구성된다. 운행기록계 헤드는 아날로그 또는 디지털 유형이다. 2006년 5월 1일 이후 EU에서 제조된 모든 관련 차량에는 디지털 운행기록계 헤드가 장착되어야 한다. 아날로그 헤드의 기록 매체는 왁스 코팅 종이 디스크이고 디지털 헤드의 경우 두 가지 기록 매체가 있다. 내부 메모리(다양한 다운로드 장치 중 하나를 사용하여 소위 .ddd 파일로 읽을 수 있음)와 디지털 드라이버 플래시 메모리가 있는 마이크로칩이 포함된 카드. 디지털 드라이버 카드는 나중에 .ddd 파일로 읽을 수도 있는 형식으로 데이터를 저장한다. 다운로드 장치를 사용하여 내부 메모리에서 읽은 파일과 드라이버 카드에서 읽은 파일을 모두 운행 기록계 분석/보관 소프트웨어로 가져올 수 있다.
운전자와 고용주는 법적으로 자신의 활동을 정확하게 기록하고, 기록을 보관하고(내부 메모리와 운전자 카드의 파일을 모두 보관해야 함) 요구 시 이를 규제 집행을 담당하는 교통 당국에 제출해야 한다.

## 같이 보기
- 블랙박스 (자동차)
- 타코미터